# Jennifer Batu
 (décembre 2018).
Si vous disposez d'ouvrages ou d'articles de référence ou si vous connaissez des sites web de qualité traitant du thème abordé ici, merci de compléter l'article en donnant les références utiles à sa vérifiabilité et en les liant à la section « Notes et références ».
Jennifer Batu, née le 24 octobre 1993 à Montereau-Fault-Yonne, est une athlète franco-congolaise, spécialiste du lancer du marteau.

## Biographie

### Origines familiales et formations
Issue d'une famille sportive, Jennifer Batu joue au football les dimanches avec son père, Samuel. Celui-ci travaille dans le secteur de l'assurance à la Macif, tandis que sa mère Pascaline évolue dans le milieu médical. Ses origines familiales viennent des deux rives du fleuve Congo, à Mbanza-Ngungu au Bas-Congo en République démocratique du Congo du côté de son père, en République du Congo pour le côté maternel.
Jennifer Batu effectue toute sa scolarité dans ce département de Seine-et-Marne jusqu'au en passant par le collège privé de l'Institution Sainte Marie avant de partir au centre départemental de formation et d'animation sportives  (CDFAS) où elle obtiendra son baccalauréat de sciences et technologies du management et de la gestion. Poursuivant ses études dans un parcours bi-diplômant droit-économie gestion de l'Université Paris-Descartes, elle est titulaire de licences en d’économie, gestion et en droit. Parallèlement à sa carrière sportive, elle suit un master orienté vers la politique internationale dans cette même université. Parlant anglais, français, portugais, espagnol et lingala. Son objectif est d'assurer sa reconversion sportive dans la politique internationale. Son parcours est récompensé par la maire de Paris, Anne Hidalgo.

### Carrière sportive
Jennifer Batu commence l'athlétisme en 2004 au sein de la section du club Union sportive Nemours Saint-Pierre où elle est licenciée jusqu'en 2011. Elle rejoint alors le club de l'Entente Franconville Césame Val-d'Oise qui vient de remporter les championnats de France interclubs. Elle y côtoie son compatriote Franck Elemba, futur porte-drapeau congolais lors de la cérémonie d'ouverture des Jeux olympiques d'été de 2016 à Rio où il se classe quatrième de la finale.
En 2015, elle termine troisième des Jeux africains de Brazzaville. Avec un lancer à 62,13 m, elle améliore son propre record ainsi que celui du Congo. En 2018, elle obtient la troisième place, derrière la Marocaine Soukaina Zakkour et la Nigériane Temilola Ogunrinde lors des championnats d'Afrique disputés à Asaba au Nigeria. Elle reçoit l'Award  de la meilleure athlète congolaise de l'année 2018 à Londres. En octobre de la même année, lors d'une présentation à Brazzaville au ministre des Sports et de l’éducation physique Hugues Ngouélondélé, accompagné du président de la Fédération congolaise d’athlétisme (FCA) Jean Baptiste Ossé, elle affiche ses ambitions de défendre les couleurs du Congo lors des prochaines échéances sportives, notamment les championnats du monde 2019 à Doha et les Jeux olympiques de 2020 à Tokyo 
. En novembre, elle fait partie de huit sportifs congolais à obtenir une subvention de la part du Comité international olympique (CIO) dans le cadre de la préparation aux Jeux olympiques de 2020.

### Autres activités
Étant sensible aux droits de l'homme et leurs égalités, Jennifer Batu participe à la manifestation de novembre 2017 contre l'esclavage en Libye, cause également soutenue par de nombreuses personnalités dont Lilian Thuram. Et s'affiche sur ces réseaux avec ces personnalités Congolaise : Fally Ipupa, Serge Ibaka et Singuila , JB Mpiana

## Palmarès international
| Date | Compétition             | Lieu        | Résultat | Épreuve           | Performance  |
| ---- | ----------------------- | ----------- | -------- | ----------------- | ------------ |
| 2015 | Jeux africains          | Brazzaville | 3e       | Lancer du marteau | 62,13 m (NR) |
| 2016 | Championnats d'Afrique  | Durban      | 6e       | Lancer du marteau | 60,00 m      |
| 2017 | Jeux de la Francophonie | Abidjan     | 4e       | Lancer du marteau | 62,79 m      |
| 2018 | Championnats d'Afrique  | Asaba       | 3e       | Lancer du marteau | 66,43 m (NR) |

## Palmarès national
| Date | Compétition                      | Lieu        | Résultat | Épreuve           | Performance |
| ---- | -------------------------------- | ----------- | -------- | ----------------- | ----------- |
| 2012 | Championnats de France Junior    | Lens        | 3e       | Lancer du marteau | 55,52 m     |
| 2015 | Championnats de France Espoir    | Tomblaine   | 3e       | Lancer du marteau | 58,23 m     |
| 2017 | Championnats de France hivernaux | Chateauroux | 3e       | Lancer du marteau | 60,00 m     |

## Distinctions
Jennifer Batu reçoit la médaille de bronze de la mairie de Paris.
Jennifer Batu reçoit l'Award de la meilleure athlète congolaise de l’année 2018 à Londres. Les sportives des deux Congo étaient réunies pour se disputer le prix. Elle avait pour concurrentes : Laëtitia Kamba, Mujinga Kambundji et Pauline Akonga.